# Сакобиано
Сакобиано (груз. საკობიანო) — селение в Ахметском муниципалитете, Кахетия, Грузия.

## География
Расположено к северу от райцентра города Ахмета в Панкисском ущелье.
Ближайшие сёла: на северо-востоке — Дуиси, на юге — Корети, на востоке — Цинубани, на западе — Чартала.

## Фамилии Сакобианцев
| - Холегашвили - Балгиашвили - Багошвили - Брагвадзе - Бутхашвили - Бурквашвили - Чекуришвили - Цицуашвили - Цоцколаури - Эланидзе - Гамиашвили | - Гарашвили - Гахуашвили - Горелашвили - Гвиниашвили - Губинаури - Жабанишвили - Жвелаури - Жимшиташвили - Кулалагашвили - Хавазурашвили | - Хорнаули - Лагазаури - Мгелиашвили - Месаблишвили - Мисриашвили - Мчедлури - Патарашвили - Келехсашвили - Кешикашвили - Кореулашвили | - Самукашвили - Сетури - Сохурашвили - Тандилашвили - Тигилаури - Торгвашвили - Цогошвили - Чоликашвили |